# Marcin Florek (piłkarz)
Marcin Florek (ur. 23 lutego 1978 w Szamotułach) – polski piłkarz występujący na pozycji napastnika.
W polskiej I lidze rozegrał 61 spotkań i zdobył 6 bramek.